# Храм Рождества Пресвятой Богородицы в Сестрорецке
Це́рковь Рождества́ Пресвято́й Богоро́дицы — православный храм в посёлке Александровская города Сестрорецка (Курортный район Санкт-Петербурга).
Храм относится к Санкт-Петербургской епархии Русской православной церкви, является центром Курортного благочиния. Настоятель — иерей Вячеслав Анатольевич Никитин.

## История
Храм построен по инициативе жителей посёлка Александровская, среди которых одним из самых активных был почётный гражданин города Сестрорецка Литовка, Евгений Петрович. Церковь была заложена в 2004 году и строилась при содействии ведущих предприятий Курортного района и санатория «Сестрорецкий Курорт» на пожертвования частных лиц (среди них — оперная певица И. П. Богачёва, балерина И. А. Колпакова).
Первое богослужение в храме состоялось 21 сентября 2005 года, в престольный праздник.

## Архитектура, убранство храма
Храм построен по проекту авторского коллектива «Петербургского Архитектурного Товарищества» под руководством молодого архитектора Александра Евгеньевича Шретера. Сам храм занесён в Белую книгу Санкт-Петербурга как достопримечательность города.
Внешний облик храма творчески переосмысливает опыт церковной архитектуры, характерной для северного модерна. Каменный штукатуренный храм белого цвета снаружи украшен объёмными мозаичными иконами. Церковь увенчана шлемовидным куполом.
Внутри храм выкрашен белой краской. Иконостас и киоты деревянные, резные. Иконостас пятиярусный, расписанный в традиционно русском стиле.
Среди почитаемых святынь: частица Животворящего Креста Господня и список чудотворной Киккской иконы Божией Матери «Милующая», подаренный храму греками-киприотами из монастыря Киккос. Кроме тго, в храме находится ковчег с мощами святых.
Рядом с храмом благоустроенный сквер с детской площадкой.